# Jiranat Nontaket
Jiranat Nontaket (tiếng Thái: จีรณัฐ นนทเกษ, sinh ngày 19 tháng 6 năm 1988) là một cầu thủ bóng đá từ Thái Lan. Anh hiện tại thi đấu cho Samut Sakhon ở Thai League 3.